# Hailey Baptiste
Pour les articles homonymes, voir Baptiste.
Hailey Baptiste,  est une joueuse de tennis américaine, née le 3 novembre 2001 à Washington.
Elle devient finaliste de l'US Open 2018 en junior, associé en double à Dalayna Hewitt.
Elle remporte son premier titre en double dames sur le circuit WTA en 2021 à Charleston avec Catherine McNally.

## Carrière professionnelle

### 2019-2022: début de carrière et premier titre en double
En 2019, elle passe un tour dans deux tournois. À Washington, elle bat la tête de série n°2 Madison Keys (7-6, 6-2). Elle est éliminée par Kristina Mladenovic au tour suivant (4-6, 6-4, 3-6). Elle réitère son parcours à Houston, éliminant Elitsa Kostova (6-3 6-4) pour être ensuite vaincue par Kirsten Flipkens (3-6, 6-3, 7-6). 
L'année suivante, elle ne passe qu'une seule fois le premier tour d'un tournoi WTA en simple à Newport. En majeur, elle n'est alignée que pour l'US Open, elle est éliminée de nouveau par Kristina Mladenovic.
En 2021, elle réitère son parcours en arrivant au second tour à Charleston (éliminée par Ons Jabeur), mais elle améliore d'un tour son parcours en tournoi Majeur. À Roland Garros, elle passe le premier tour mais perd face à Sofia Kenin. Lors de l'US Open elle est éliminée par Zhang Shuai dès le premier tour. Elle passe par la suite de nouveau le premier tour lors des tournois de Columbus et de Chicago, mais est éliminée au second tour dans les deux tournois. Son année est plus prolifique en double. Elle obtient son premier titre associée à Catherine McNally lors du tournoi de Charleston, elles battent en finale la paire Ellen Perez / Storm Sanders.
En 2022, elle arrive au second tour de l'Open d'Australie, elle est éliminée par la locale Maddison Inglis (7-6, 2-6, 6-2) après avoir écarté Caroline Garcia au premier tour (4-6, 7-6, 6-3). Elle se présente à Orlando, elle bat au premier tour 6-3, 6-2, sa compatriote Ashlyn Krueger, au second tour Sachia Vickery 6-2, 4-6, 6-2, elle est éliminée ensuite par Christina McHale (6-2, 6-1). Elle passe le premier tour lors du tournoi de Zapopan, elle élimine Viktória Kužmová. Elle réitère de nouveau à  Charleston, éliminée cette fois par Alizé Cornet après avoir écarté Elena-Gabriela Ruse.

### 2023-2024: titres en double en WTA 125
Fin 2023, elle remporte en double le tournoi WTA 125 de Midland.
Puis en 2024, elle gagne, toujours en double, le tournoi WTA 125, sur gazon, de Gaiba.

### 2025. 1/8eà Roland Garros
Elle crée fin mai la surprise pour son premier tour de Roland Garros en renversant l'ancienne demi-finaliste Brésilienne Beatriz Haddad Maia (4-6, 6-3, 6-1). S'imposant coup sur coup contre la Japonaise Nao Hibino (6-3, 6-2) et l'Espagnole Jéssica Bouzas Maneiro (7-6, 6-1), elle accède pour la première fois de sa carrière aux huitièmes de finale d'un Grand Chelem. Elle joue à ce stade la numéro sept Madison Keys, vainqueur en début de saison de son premier Grand Chelem en carrière à l'Open d'Australie et cède logiquement (3-6, 5-7).

## Palmarès

### Titre en double dames
| No | Date       | Nom et lieu du tournoi              | Catégorie | Dotation  | Surface      | Partenaire        | Finalistes                | Score            |          |
| -- | ---------- | ----------------------------------- | --------- | --------- | ------------ | ----------------- | ------------------------- | ---------------- | -------- |
| 1  | 12-04-2021 | Musc Health Women's Open Charleston | WTA 250   | 235 238 $ | Terre (ext.) | Catherine McNally | Ellen Perez Storm Sanders | 6-7, 6-4, [10-6] | Parcours |

### Finale en double dames
Aucune

### Titres en double en WTA 125
| No | Date       | Nom et lieu du tournoi     | Catégorie | Dotation  | Surface      | Partenaire      | Finalistes                       | Score            |          |
| -- | ---------- | -------------------------- | --------- | --------- | ------------ | --------------- | -------------------------------- | ---------------- | -------- |
| 1  | 30-10-2023 | Dow Tennis Classic Midland | WTA 125   | 115 000 $ | Dur (int.)   | Whitney Osuigwe | Sophie Chang Ashley Lahey        | 2-6, 6-2, [10-1] | Parcours |
| 2  | 17-06-2024 | Veneto Open Gaiba          | WTA 125   | 115 000 $ | Gazon (ext.) | Alycia Parks    | Miriam Kolodziejová Anna Sisková | 7-64, 6-2        | Parcours |

### Finale en double en WTA 125
| No | Date       | Nom et lieu du tournoi                | Catégorie | Dotation  | Surface    | Vainqueures                  | Partenaire | Score              |          |
| -- | ---------- | ------------------------------------- | --------- | --------- | ---------- | ---------------------------- | ---------- | ------------------ | -------- |
| 1  | 14-08-2023 | Golden Gate Open at Stanford Stanford | WTA 125   | 115 000 $ | Dur (ext.) | Jodie Burrage Olivia Gadecki | Claire Liu | 7-64, 66-7, [10-8] | Parcours |

## Parcours en Grand Chelem

### En simple dames
| Année | Open d'Australie | Open d'Australie   | Internationaux de France | Internationaux de France | Wimbledon      | Wimbledon        | US Open         | US Open             |
| ----- | ---------------- | ------------------ | ------------------------ | ------------------------ | -------------- | ---------------- | --------------- | ------------------- |
| 2019  | —                | —                  | —                        | —                        | —              | —                | Q2              | Harriet Dart        |
| 2020  | Q2               | Liudmila Samsonova | —                        | —                        | Annulé         | Annulé           | 1er tour (1/64) | Kristina Mladenovic |
| 2021  | Q2               | Camila Osorio      | 2e tour (1/32)           | Sofia Kenin              | —              | —                | 1er tour (1/64) | Zhang Shuai         |
| 2022  | 2e tour (1/32)   | Maddison Inglis    | 1er tour (1/64)          | Anhelina Kalinina        | —              | —                | Q1              | Viktorija Golubic   |
| 2023  | Q1               | Yuriko Miyazaki    | —                        | —                        | —              | —                | Q1              | Diana Shnaider      |
| 2024  | Q3               | Ella Seidel        | 2e tour (1/32)           | Jasmine Paolini          | Q2             | Amanda Anisimova | Q3              | Maya Joint          |
| 2025  | 1er tour (1/64)  | Laura Siegemund    | 1/8 de finale            | Madison Keys             | 3e tour (1/16) | Mirra Andreeva   |                 |                     |

N.B. : à droite du résultat se trouve le nom de l'ultime adversaire.

### En double dames
| Année | Open d'Australie                                                                 | Open d'Australie                                                                    | Internationaux de France                                                                | Internationaux de France                                                            | Wimbledon                                                                           | Wimbledon | US Open                                                                         | US Open |
| ----- | -------------------------------------------------------------------------------- | ----------------------------------------------------------------------------------- | --------------------------------------------------------------------------------------- | ----------------------------------------------------------------------------------- | ----------------------------------------------------------------------------------- | --------- | ------------------------------------------------------------------------------- | ------- |
| 2019  | —                                                                                | —                                                                                   | —                                                                                       | —                                                                                   | —                                                                                   | —         | 1er tour (1/32) E. Navarro \|\| style="text-align:left;" \| K. Ahn C. McHale    |         |
| 2020  | —                                                                                | —                                                                                   | —                                                                                       | —                                                                                   | Annulé                                                                              | Annulé    | 1er tour (1/32) W. Osuigwe \|\| style="text-align:left;" \| C. Gauff C. McNally |         |
|       |                                                                                  |                                                                                     |                                                                                         |                                                                                     |                                                                                     |           |                                                                                 |         |
| 2024  | —                                                                                | —                                                                                   | 1er tour (1/32) A. Parks \|\| style="text-align:left;" \| E. Shibahara Wang Xn.         | 2e tour (1/16) A. Parks \|\| style="text-align:left;" \| B. Krejčíková L. Siegemund | 1er tour (1/32) W. Osuigwe \|\| style="text-align:left;" \| C. Dolehide D. Krawczyk |           |                                                                                 |         |
| 2025  | 1er tour (1/32) C. McNally \|\| style="text-align:left;" \| T. Babos N. Melichar | 1er tour (1/32) A. Krueger \|\| style="text-align:left;" \| M. Andreeva D. Shnaider | 1er tour (1/32) C. McNally \|\| style="text-align:left;" \| B. Haddad Maia L. Siegemund |                                                                                     |                                                                                     |           |                                                                                 |         |

N.B. : le nom de la partenaire se trouve sous le résultat ; les noms des ultimes adversaires se trouvent à droite.

## Parcours en WTA 1000
Les tournois WTA « Premier Mandatory » et « Premier 5 » (entre 2009 et 2020) et WTA 1000 (à partir de 2021) constituent les catégories d'épreuves les plus prestigieuses, après les quatre levées du Grand Chelem. 

De 2009 à 2023, les tournois Premier Mandatory (dits tournois WTA 1000 obligatoires entre 2021 et 2023) regroupent Indian Wells, Miami, Madrid et Pékin, les autres constituant les tournois Premier 5 (tournois WTA 1000 non-obligatoires). À partir de 2024, le nombre de tournois WTA 1000 passe à 10 par saison (fin de l’alternance Doha / Dubaï), ces derniers devenant tous obligatoires et offrant tous 1000 points à la vainqueure (contre 900 points précédemment pour les tournois Premier 5).

### En simple dames
| Année |       |              |         |                                |                            |                            |                             |                            |                             |                              |  |                              |
| Doha  | Dubaï | Indian Wells | Miami   | Madrid                         | Rome                       | Canada                     | Cincinnati                  | Pékin                      |                             | Wuhan                        |  |                              |
| Doha  | Dubaï | Indian Wells | Miami   | Madrid                         | Rome                       | Canada                     | Cincinnati                  | Pékin                      | Guadalajara                 |                              |  |                              |
| Doha  | Dubaï | Indian Wells | Miami   | Madrid                         | Rome                       | Canada                     | Cincinnati                  | Pékin                      |                             |                              |  |                              |
| 2021  |       | WTA 500      |         |                                | 1er tour (1/64) K. Kučová  |                            |                             |                            |                             | Annulé                       |  | Annulé                       |
| 2022  |       |              | WTA 500 | 1er tour (1/64) A. Tomljanović | 1er tour (1/64) I-C. Begu  |                            |                             |                            |                             | Hors calendrier              |  |                              |
| 2023  |       | WTA 500      |         |                                | 1er tour (1/64) V. Golubic |                            |                             |                            |                             |                              |  | 3e tour (1/8) C. Garcia      |
| 2024  |       |              |         | 2e tour (1/32) M. Keys         | 1er tour (1/64) Wang Xn.   | 1er tour (1/64) D. Saville |                             |                            |                             | 2e tour (1/32) A. Kalinskaya |  | 3e tour (1/8) E. Alexandrova |
| 2025  |       |              |         | 2e tour (1/32) D. Collins      | 3e tour (1/16) N. Osaka    | 2e tour (1/32) D. Vekić    | 3e tour (1/16) E. Svitolina | 2e tour (1/32) E. Rybakina | 1er tour (1/64) C. Ngounoue |                              |  |                              |

Sous le résultat, l’ultime adversaire.
1. 1 2   Les tournois de Doha et Dubaï alternent le statut de tournoi WTA 1000 (ex Premier 5) entre 2009 et 2023 : les trois premières éditions ont lieu à Dubaï, les trois suivantes à Doha, puis Dubaï accueille le tournoi de cette catégorie les années impaires et Dubaï les années paires. De 2011 à 2023, la ville qui n’accueille pas de WTA 1000 organise à la place un tournoi WTA 500 (ex Premier).
2. 1 2 3 4 5 6 7   L’ordre de déroulement des tournois a évolué depuis 2009 : Rome se dispute avant Madrid et Cincinnati avant Montréal/Toronto jusqu’en 2010, tandis que Tokyo (2009-2013)-Wuhan (2014-2019, 2024-)-Guadalajara (2022-2023) ont lieu avant Pékin jusqu’en 2023.
3. 1 2  Du fait de la pandémie de Covid-19, les tournois d’Indian Wells, de Miami, de Madrid, du Canada, de Wuhan et de Pékin sont annulés en 2020. Ces deux derniers le sont également en 2021. Pour des raisons d’organisation, le tournoi de Cincinnati 2020 a exceptionnellement lieu à Flushing Meadows à New York.
4. ↑  Le 1er décembre 2021, le président de la WTA, Steve Simon, annonce que tous les tournois prévus en Chine et à Hong Kong sont suspendus à partir de 2022, en raison de préoccupations concernant la sécurité et le bien-être de la joueuse de tennis chinoise Peng Shuai après ses allégations de relations sexuelles non-consenties avec Zhang Gaoli, membre de haut rang du Parti communiste chinois. Le tournoi de Pékin revient en 2023. Le tournoi de Guadalajara remplace celui de Wuhan pendant deux ans, ce dernier réapparaissant en 2024.

## Parcours aux Jeux olympiques

### En simple dames
| # | Date       | Nom de l'olympiade         | Surface             | Résultat        | Ultime adversaire | Score     |          |
| - | ---------- | -------------------------- | ------------------- | --------------- | ----------------- | --------- | -------- |
| 1 | 27/07/2024 | Olympic Tennis Event Paris | Terre battue (ext.) | 1er tour (1/32) | Viktoriya Tomova  | 6-4, 7-64 | Parcours |

## Records et statistiques

### Victoire sur le top 10
| Légende         |
| Grand Chelem    |
| Jeux olympiques |
| Masters         |
| WTA 1000        |
| WTA 500         |
| WTA 250         |
| Fed Cup         |

|   |        |  | Tournoi | Année | Surface |  | Adversaire         | Rang  | Tour | Score    | Tableau |
| - | ------ |  | ------- | ----- | ------- |  | ------------------ | ----- | ---- | -------- | ------- |
| 1 | no 102 |  | Wuhan   | 2024  | Dur     |  | Barbora Krejčíková | no 10 | 1/16 | 6-3, 7-5 | Tableau |

## Classements WTA en fin de saison
| Année          | 2018 | 2019 | 2020 | 2021 | 2022 | 2023 | 2024 |
| Rang en simple | 457  | 279  | 231  | 160  | 181  | 131  | 93   |
| Rang en double | –    | 732  | 470  | 145  | 264  | 179  | 151  |

Source : (en) Classements de Hailey Baptiste sur le site officiel de la Fédération internationale de tennis